# Championnat de France d'échecs des clubs 1987-1988
 (décembre 2022).
Si vous disposez d'ouvrages ou d'articles de référence ou si vous connaissez des sites web de qualité traitant du thème abordé ici, merci de compléter l'article en donnant les références utiles à sa vérifiabilité et en les liant à la section « Notes et références ».
Navigation
Nationale 1 1986-1987 Nationale 1 1988-1989
Le Championnat de France d'échecs des clubs 1987-1988 est sous la dénomination de Nationale 1 le plus haut niveau du championnat de France de ce sport. Douze clubs participent à cette édition de la compétition.

## Clubs participants
- Bordeaux ASPOM
- Caen
- Cannes
- Clichy
- Issy-les-Moulineaux
- Meudon
- Paris Caïssa
- Paris Chess Max
- Paris Zoo porte Dorée
- Rouen
- Strasbourg
- Échiquier Toulousin (Toulouse)

## Compétition

### Journée 24/25 octobre 1987
- Toulouse 13 – 19 Rouen
- Bordeaux ASPOM 17 – 15 Caen
- Clichy 16 – 16 Paris Caïssa
- Chess Max Center 18 – 14 Zoo porte Dorée
- Issy-les-Moulineaux 12 – 20 Meudon

- Bordeaux ASPOM 13 – 19 Rouen
- Caen 18 – 14 Toulouse
- Strasbourg 20 – 12 Cannes
- Paris Caïssa 14 – 18 Meudon
- Zoo porte Dorée 12 – 20 Issy-les-Moulineaux
- Clichy 17 – 15 Chess Max Center

### Journée 28/29 novembre 1987
- Toulouse – Cannes
- Strasbourg 20 – 12 Bordeaux ASPOM
- Rouen 16 – 16 Caen

- Cannes – Bordeaux ASPOM
- Toulouse 17 – 15 Strasbourg
- Chess Max Center 16 – 16 Paris Caïssa
- Issy-les-Moulineaux 12 – 20 Clichy
- Meudon 18 – 14 Zoo porte Dorée

### Journée du 12/13 décembre 1987
- Strasbourg 21 – 11 Caen
- Cannes 17 – 15 Rouen
- Paris Caïssa 22 – 10 Zoo porte Dorée
- Clichy 15 – 17 Meudon
- Chess Max Center – Issy-les-Moulineaux

- Bordeaux ASPOM 16 – 16 Toulouse
- Caen 13 – 19 Cannes
- Rouen 11 – 21 Strasbourg
- Issy-les-Moulineaux 15 – 17 Paris Caïssa
- Meudon 14 – 18 Chess Max Center
- Zoo porte Dorée 13 – 19 Clichy

### Journée 16/17 janvier 1988
- Toulouse 21 – 11 Zoo porte Dorée
- Cannes 12 – 20 Chess Max Center
- Strasbourg 22 – 10 Issy-les-Moulineaux
- Bordeaux ASPOM 12 – 20 Meudon
- Caen 14 – 18 Clichy

- Zoo porte Dorée 14 – 18 Cannes
- Chess Max Center 18 – 14 Toulouse
- Paris Caïssa 10 – 24 Strasbourg
- Meudon 22 – 10 Caen
- Clichy 21 – 11 Bordeaux ASPOM

### Journée 23/24 janvier 1988
- Paris Caïssa 14 – 18 Rouen
- Rouen 18 – 14 Issy-les-Moulineaux

### Journée 12/13 mars 1988
- Toulouse 11 – 21 Meudon
- Strasbourg 15 – 17 Clichy
- Cannes 17 – 15 Issy-les-Moulineaux
- Bordeaux ASPOM 17 – 15 Paris Caïssa
- Caen 20 – 12 Zoo porte Dorée
- Rouen 16 – 15 Chess Max Center

- Clichy 19 – 13 Toulouse
- Meudon 14 – 18 Strasbourg
- Paris Caïssa 13 – 19 Cannes
- Issy-les-Moulineaux 16 – 16 Bordeaux ASPOM
- Chess Max Center 17 – 15 Caen
- Zoo porte Dorée 15 – 17 Rouen

### Journée 30 avril/1ermai 1988
- Toulouse 18 – 14 Paris Caïssa
- Cannes 10 – 22 Clichy
- Rouen 13 – 18 Meudon
- Strasbourg 15 – 16 Chess Max Center
- Bordeaux ASPOM 19 – 13 Zoo porte Dorée
- Caen 13 – 19 Issy-les-Moulineaux

- Issy-les-Moulineaux 17 – 15 Toulouse
- Meudon 14 – 18 Cannes
- Clichy 21 – 10 Rouen
- Zoo porte Dorée 15 – 16 Strasbourg
- Chess Max Center 16 – 16 Bordeaux ASPOM
- Paris Caïssa 15 – 17 Caen